# Муганли (Кубатлинський район)
Муганли (азерб. Muğanlı) — село в Кубатлинському районі Азербайджану.
Село розміщене на лівому березі річки Акарі, за 65 км на південь від міста Лачин.
23 жовтня 2020 звільнене Національною армією Азербайджану внаслідок відновлених бойових дій у Карабасі.